# Collelungo (Rivodutri)
Collelungo è un rilievo dei Monti Reatini che si trova nel Lazio, nella provincia di Rieti, tra il comune di Rivodutri e quello di Leonessa.